# Saint-Aubin-du-Cormier
Saint-Aubin-du-Cormier är en kommun i departementet Ille-et-Vilaine i regionen Bretagne i nordvästra Frankrike. Kommunen ligger i kantonen Saint-Aubin-du-Cormier som tillhör arrondissementet Fougères-Vitré. År 2022 hade Saint-Aubin-du-Cormier 4 145 invånare.

## Befolkningsutveckling
Antalet invånare i kommunen Saint-Aubin-du-Cormier
Referens:INSEE